# N-1
N-1 (rusko H-1, H1, indeks GRAU: 11А52) je bila težka sovjetska nosilna raketa za polete na Luno oziroma izstrelitev težkih tovorov v Zemljin tir. Zasnovana je bila za vesoljsko tekmo z Američani za polet na Luno. Načrtovanje se je začelo leta 1959. Prva stopnja rakete N-1 je bila najmočnejša prva stopnja kdajkoli zgrajena. Črka N pomeni nosilec (носитель).
Projekt N1-L3 je bil sovjetski odgovor na ameriški program Apollo - človek na Luno. Po konstrukciji je bila precej drugačna od ameriške Saturn V. Raketa N-1 je imela tri stopnje za dvig plovila L3 v nizkozemeljsko orbito. Plovilo L3 je imelo motorje za zapustitev zemeljskega tira in sistem za pristanek na Luni. Na Luni bi pristal samo en kozmonavt v plovilu LK, dva kozmonavta pa bi bila krožila v Luninem tiru v plovilu Sojuz 7K-LOK.
Projekt N1-L3 je imel premalo sredstev in premalo preizkušanj. S projektom so začeli oktobra 1965, skoraj štiri leta pozneje kot ameriški Saturn V. Smrt glavnega konstruktorja Sergeja Koroljova je bil še en dodaten udarec za program. Vse štiri izstrelitve so bile neuspešne. Med drugim preskusom je raketa takoj po izstrelitvi padla na izstrelitveno ploščad in povzročila eno največjih nejedrskih eksplozij. Program so prekinili leta 1974, nakar je ostal varovana skrivnost do padca Sovjetske zveze decembra 1991.
Načrtovanje se je začelo pod vodstvom Koroljeva v biroju OKB-1. Prvi načrt naj bi dvignil 50 ton, plovilo naj bi se uporabljalo za izstrelite težkih vojaških satelitov in tudi oblet planeta Mars z jedrskim pogonom. N-1 naj bi bila največja raketa, N-2 bi bila malo manjša in bi tekmovala s Čelomejevo UR-200. Precej manjša N-3 pa bi nasledila Koroljovega delovnega konja R-7 »Semjorko«. Po smrti Koroljova je načrtovanje rakete prevzel Vasilij Mišin.
Marca 1961 med srečanjem v Bajkonurju so oblikovalci primerjali zasnovo N-1 z Gluškovim načrtom R-20. Predlog Koroljova je dobil nekaj sredstev. N-1 naj bi poletela leta 1965.
Ko je leta 1961 ZDA objavila načrt za obisk Lune s človeško posadko, je Koroljov predlagal novo plovilo Sojuz, ki bi ga sestavili v nizkozemeljski orbiti z več posameznimi izstrelitvami. Ta način ne bi zahteval težke nosilne rakete, ampak več manjših izstrelitev v sorazmerno kratkem času. Tudi ta način bi potreboval veliko izstrelitveno raketo, ki je v tistem času Sovjetska zveza ni imela. Zato je potem Koroljev predlagal razvoj N-1 s kapaciteto 50 ton tovora.
Za pogon nove rakete je Valentin Gluško, ki je imel skoraj popoln monopol nad raketnimi motorji, predlagal nov motor RD-270 na hipergolični gorivi didušikov tetroksid in nesimetrični dimetilhidrazin (UDMH). To gorivo ima sicer manjši specifični impulz od kerozina in tekočega kisika, vendar bi uporaba stopenjskega cikla zgorevanja (ang. staged combustion cycle) imela večji specifični impulz kot preprostejši plinski generator (angleško: gas generator) na ameriškem motorju F-1 (od rakete Saturn V).

## Značilnosti
- Funkcija: težka nosilna raketa za enkratno uporabo
- Izdelovalec: OKB-1
- Država: Sovjetska zveza
- Višina: 105 metrov (344 ft)
- Premer: 17,0 metrov (55,8 ft)
- Masa: 2 735 000 kilogramov (6 030 000 lb)
- Stopnje: 5
- Kapaciteta: v NZO 90 ton (200 000 lb); v translunarno orbito 23 500 kg (51 800 lb)
- Status: ni več v uporabi
- Izstrelišče: LC-110, Bajkonur
- Število izstrelitev: 4
- Neuspešne izstrelitve: 4
- Prva izstrelitev: 21. februar 1969
- Zadnja izstrelitev: 23. november 1972

Prva stopnja - Blok A
- Premer: 17,0 m (55,8 ft)
- Motorji: 30X NK-15
- Potisk: 50300 kN (11 300 000 lbf)
- Specifični impulz: 3,24 kN·s/kg (330 s)
- Čas delovanja:	125 s
- Gorivo: RP-1/LOX (kerozin in tekoči kisik)

Druga stopnja - Blok B
- Motorji: 8X NK-15V
- Potisk: 14 040 kN (3 160 000 lbf)
- Specifični impulz: 3,39 kN·s/kg (346 s)
- Čas delovanja: 120 s
- Gorivo: RP-1/LOX (kerozin in tekoči kisik)

Tretja stopnja - Blok V
- Motorji: 4X NK-21
- Potisk: 1 610 kN (360 000 lbf)
- Specifični impulz: 3,46 kN·s/kg (353 s)
- Čas delovanja: 370 s
- Gorivo: RP-1/LOX (kerozin in tekoči kisik)

Četrta stopnja (N1/L3) - Blok G 
- Motorji: 1X NK-19
- Potisk: 446,00 kN (100 260 lbf)
- Specifični impulz: 3,46 kN·s/kg (353 s)
- Čas delovanja: 443 s
- Gorivo:	RP-1/LOX (kerozin in tekoči kisik)